# Południowa obwodnica Piotrkowa Trybunalskiego
Południowa obwodnica Piotrkowa Trybunalskiego – planowana obwodnica drogowa łącząca drogę A1 (E75), DK91 oraz planowaną drogę ekspresową S12 w kierunku na Radom oraz Kielce (S74).